# Täby
Täby é uma cidade da Suécia, situada na província da Uplândia, condado de Estocolmo e comuna de Täby, onde é sede. Já teve 59 461 habitantes segundo censo de 2016. No censo de 2018, aparece junto de Estocolmo.